# Stripped-Envelope Supernova
Eine Stripped-Envelope Supernova ist eine Kernkollaps-Supernova, deren Spektrum während der Eruption keinen oder nur wenig Wasserstoff zeigt. Der Vorläuferstern der Supernova hat vor der Explosion seine äußere Atmosphäre aufgrund von starken Sternwinden oder wegen Massentransfers in engen Doppelsternsystemen verloren.

## Kernkollaps-Supernova
Sterne wirken der Gravitationskraft entgegen durch den thermischen Gasdruck, wobei die Temperatur eine Folge von thermonuklearen Reaktionen in oder nahe den Sternkernen ist. Bei den Kernfusionen werden in Abhängigkeit von der Masse des Sterns schwere Elemente bis zum Eisen erzeugt. Da Eisen über die höchste Bindungsenergie aller chemischen Elemente verfügt, kann der Stern dem Gravitationskollaps nicht mehr durch eine weitere Kontraktion und Erhöhung der Temperatur in seinem Kern entgehen. Stattdessen werden durch einen Temperaturanstieg Gammastrahlen erzeugt, die mittels Photodesintegration in einer endothermen Reaktion bestehende Eisenatome zerstören. Weiterhin werden durch den inversen Beta-Zerfall Neutrinos erzeugt, die aufgrund ihres geringen Wechselwirkungsquerschnitts nahezu ungehindert den Stern verlassen und damit zu einer weiteren Abkühlung des Kerns führen. Damit kann der Stern den Gravitationskollaps nicht mehr verhindern und der Kern kollabiert in einen Protoneutronenstern. Dieser reflektiert die einfallende Materie, die als Stoßfront durch den Stern nach außen läuft und nach dem Austritt aus der Atmosphäre als Supernova erscheint.

## Eigenschaften von Stripped-Envelope Supernovae
Bei einigen Kernkollapssupernovae kann in ihren Spektren nur wenig bzw. kein Wasserstoff nachgewiesen werden. Diese Stripped-Envelope Supernovae werden nach ihrem Spektrum weiter unterteilt in die Unterklassen
- IIb mit starken Heliumlinien und schwachen Wasserstofflinien
- Ib mit starken Heliumlinien und ohne Wasserstofflinien
- Ic, bei denen weder Heliumlinien noch Wasserstofflinien nachgewiesen werden können[3]

In den ersten 100 Tagen nach der Eruption ist die Expansionsgeschwindigkeit von Stripped-Envelope Supernovae bemerkenswert gleichmäßig bei 4.500 km/s mit nur geringen Unterschieden von Stern zu Stern. Eine separate Gruppe bilden die wasserstoffarmen Hypernovae, deren Expansionsgeschwindigkeit bis zu einem Zehntel der Lichtgeschwindigkeit erreichen kann. Stripped-Envelope Supernovae sind im Maximum mit Mv = −17,8 mag lichtschwächer als die thermonuklearen Supernovae vom Typ Ia, wobei die Schwankungsbreite bis zu 2 mag beträgt.

## Vorläufersterne
Stripped-Envelope Supernovae treten bevorzugt in wechselwirkenden Galaxien auf, in denen es vor einigen Millionen Jahren durch die gravitative Wechselwirkung zwischen den Sterninseln zu einem Starburst gekommen ist. Daher dürften die Vorläufersterne ebenfalls nur ein Alter von einigen Zehn Millionen Jahren haben, bevor sie explodieren. Aus der Entwicklung der Radiolichtkurve kann auf dichte zirkumstellare Materie geschlossen werden, die aber nicht der beobachteten Dichte der vermuteten Vorläufersterne, der Wolf-Rayet-Sterne, entspricht.
Aus Modulationen der Radiolichtkurven von einigen Stripped-Envelope Supernovae und spektropolarimetrischen Beobachtungen ist auf eine Doppelsternnatur der Vorläufersterne geschlossen worden, wonach die äußere Atmosphäre durch Massenaustausch in einem engen Doppelsternsystem auf einen Begleiter übertragen wurde. Diese Schlussfolgerungen sind allerdings umstritten. Alternativ könnten die äußeren Schichten auch durch starke Sternwinde wie bei den Leuchtkräftigen Blauen Veränderlichen verloren gehen, die auch direkt als Supernova explodieren können.
Rechnerische Simulationen lassen erwarten, dass alle Vorläufersterne von Stripped-Envelope Supernovae eine ursprüngliche Masse von circa 25 Sonnenmassen hatten und vor der Explosion um die 20 Sonnenmassen verloren haben. Um die beobachteten Spektren nachzubilden, scheinen die II-b und Ib-Supernovae in wechselwirkenden Doppelsternen zu entstehen, da nur dort die notwendige Durchmischung erreicht werden kann. Die wasserstoff- und heliumarmen Supernovae Ic scheinen dagegen von massiven Einzelsternen zu stammen. Während noch keine Vorläufersterne für Typ I Supernovae identifiziert werden konnten, sind am Ort von IIb SN in zwei Fällen Gelbe Hyperriesen gefunden worden, die nach der Explosion nicht mehr nachgewiesen werden konnten. Da die Supernovae von Sternen mit hoher Masse stammen können sie noch nicht weit vom Ort ihrer Entstehung gewandert sein. Spektroskopische Beobachtungen von Sternen in der Umgebung von Typ-Ib und Ic-Supernovae zeigen, dass diese ungewöhnlich metallreich sind.

## Zusammenhang mit Gamma Ray Bursts
Bei einer Anzahl von langen Gamma Ray Bursts ist am selben Ort eine Stripped-Envelope Supernova beobachtet worden. Diese zeigen keine Anzeichen von Helium oder Wasserstoff in Spektren, aber sie sind etwas leuchtkräftiger als der korrespondierende Supernovatyp Ic. Dieser Zusammenhang zwischen einer Untergruppe der Gamma Ray Bursts und den Stripped-Envelope Supernovae wird durch das Kollapsar-Modell hergestellt. Danach kommt es in einer Kernkollaps-Supernova zu einem gravitativen Kollaps in einem massiven Stern, aus dem ein Proto-Neutronenstern mit einer Rotationsdauer in der Größenordnung von einer Millisekunde und einem starken Magnetfeld mit einer Magnetflussdichte von mehr als 1011 T hervorgeht. Aus diesem Proto-Neutronenstern kann eine Energie von bis zu 1045 J innerhalb einer Zeitspanne von 100 s extrahiert werden. Diese Energie tritt unter bestimmten Voraussetzungen entlang der Rotationsachse des massiven Sterns aus und beschleunigt einen Jet auf relativistische Geschwindigkeiten. Sind solche Jets auf die Erde gerichtet, werden sie hier als Gammablitze langer Dauer registriert. Der Magnetar kollabiert wahrscheinlich aufgrund rückfallender Materie innerhalb kurzer Zeit in ein Schwarzes Loch nach dem Überschreiten der Tolman-Oppenheimer-Volkoff-Grenze.
Allerdings sind Stripped-Envelope Supernovae wahrscheinlich nur für eine Untergruppe der langen Gamma Ray Bursts die Ursache. Bisher sind Supernovae am Ort von GRBs nur für leuchtschwache Ausbrüche gefunden worden, deren mittlere Leuchtkraft im Bereich der Gammastrahlung um einen Faktor 100 bis 10.000 unter denen von weit entfernten Bursts liegt. Weiterhin sind die Eruptionen von Gamma Ray Bursts im Zusammenhang mit einer Stripped-Envelope Supernova ungewöhnlich lang und können nicht die gesamte Population der langen GRBs stellen.

## Ultra-Stripped Supernovae von Typ Ic
Eine kleine Gruppe von Supernovae, die bei Durchmusterungen entdeckt werden, zeigen die spektralen Eigenschaften einer Stripped-Envelope Supernova bei einer Leuchtkraft, die um einen Faktor 100 oder mehr unterhalb einer typischen Supernova vom Typ Ic liegt. Beispiele sind SN 2005ek, SN 2010X und SN 2005E, deren ausgestoßene Masse bei nur 0,05 bis 0,2 Sonnenmassen liegt. Die Eigenschaften dieser Ultra-Stripped Supernovae lassen vermuten, dass der Gravitationskollaps in einem Stern mit einer Masse von nur 1,5 Sonnenmassen auftritt. Ein solcher Heliumstern kann sich in einem engen Doppelsternsystem entwickeln, wo sich im Laufe einer Common-Envelope-Phase ein Stern mit einem Eisenkern von 1,4 Sonnenmassen und einer dünnen Heliumatmosphäre bilden kann. Durch eine Ultra-Stripped Supernova könnten enge Doppelsterne bestehend aus zwei Neutronensternen wie das Doppelpulsarsystem PSR J1915+1606 entstehen.